# 臼ノ浦線
臼ノ浦線（うすのうらせん）は、かつて長崎県北松浦郡佐々町の佐々駅から同県北松浦郡小佐々町（現・佐世保市）の臼ノ浦駅までを結んでいた、日本国有鉄道（国鉄）の鉄道路線である。1971年に廃止された。

## 路線データ（廃止時）
- 路線距離（営業キロ）：3.8km
- 軌間：1,067mm
- 駅数：2駅（起終点駅含む）
- 複線区間：なし（全線単線）
- 電化区間：なし（全線非電化）
- 閉塞方式：

## 歴史
もとは、臼ノ浦港から積み出す石炭の輸送のため佐世保鉄道が開業した軌間762mmの軽便鉄道で、1931年に開業した。1936年には買収・国有化され、鉄道省（国有鉄道）松浦線の名無し支線となった。
その後、1944年に松浦線の改軌・線路付替えが行われたことに伴い、松浦線本線との分岐を四ツ井樋駅から佐々駅に変更。1945年、松浦線の改軌工事完成に伴って、松浦線から分離し、臼ノ浦線となったが、沿線の炭鉱が閉山すると衰退し、レールバスのキハ02が細々と走る程度になってしまった。
1968年には、鉄道としての使命を終えたものとして、同じく松浦線の支線であった世知原線とともに赤字83線にリストアップされ、1971年に廃止された。

### 年表
- 1931年（昭和6年）
  - 8月29日 佐世保鉄道が（実盛谷 - ）四ツ指 - 臼ノ浦間 (2.9km) を開業、四ツ指・臼ノ浦の各駅および黒石・大悲観の各停留場を新設
  - 12月27日 四ツ指 - 佐々間 (1.7km) を延伸開業し佐々駅を新設
- 1936年（昭和11年）10月1日 佐世保鉄道を買収し国有化、松浦線の一部とする。四ツ指駅を四ツ井樋駅に、黒石駅を肥前黒石駅にそれぞれ改称
- 1944年（昭和19年）4月13日 肥前黒石・大悲観の各駅を廃止、四ツ井樋駅を移転。分岐駅を佐々駅に変更。
- 1945年（昭和20年）3月1日 佐々 - 臼ノ浦間 (3.8km) を臼ノ浦線として区間分離。四ツ井樋駅を廃止
- 1971年（昭和46年）4月1日 全線 (3.8km) の貨物営業を廃止
- 1971年（昭和46年）12月26日 全線 (3.8km) 廃止

現在、廃線跡は道路や住宅に転用されたが、佐々駅以西の松浦線併走区間や佐々川を渡っていた橋の橋台が残っている。臼ノ浦駅舎は取り壊され港町公民館となったが、土台の部分はそのまま利用されたので残っている。

## 駅一覧
全線長崎県北松浦郡内に所在。接続路線の事業者名、所在地は臼ノ浦線廃止時点（1944年4月12日までの表ではその日時点）のもの。
| 駅名       | 営業キロ | 営業キロ | 接続路線           | 所在地   |
| 駅名       | 駅間     | 累計     | 接続路線           | 所在地   |
| ---------- | -------- | -------- | ------------------ | -------- |
| 四ツ井樋駅 | -        | 0.0      | 運輸通信省：松浦線 | 佐々町   |
| 肥前黒石駅 | 0.5      | 0.5      |                    | 小佐々村 |
| 大悲観駅   | 1.4      | 1.9      |                    | 小佐々村 |
| 臼ノ浦駅   | 1.2      | 3.1      |                    | 小佐々村 |

| 駅名     | 営業キロ | 営業キロ | 接続路線             | 所在地   |
| 駅名     | 駅間     | 累計     | 接続路線             | 所在地   |
| -------- | -------- | -------- | -------------------- | -------- |
| 佐々駅   | -        | 0.0      | 日本国有鉄道：松浦線 | 佐々町   |
| 臼ノ浦駅 | 3.8      | 3.8      |                      | 小佐々町 |